# Коле Анцолино-Камполунго (Кјети)
Коле Анцолино-Камполунго (итал. Colle Anzolino-Campolungo) је насеље у Италији у округу Кјети, региону Абруцо.
Према процени из 2011. у насељу је живело 109 становника. Насеље се налази на надморској висини од 343 м.